# Speleotettix
Speleotettix is een geslacht van rechtvleugeligen uit de familie grottensprinkhanen (Rhaphidophoridae). De wetenschappelijke naam van dit geslacht is voor het eerst geldig gepubliceerd in 1944 door Lucien Chopard.

## Soorten
Het geslacht Speleotettix  is monotypisch en omvat slechts de volgende soort:
- Speleotettix tindalei (Chopard, 1944)